# Passeig dels Anglesos
El passeig dels Anglesos (en francès Promenade des Anglais) és un passeig que voreja la costa de la Badia dels Àngels (Mar Mediterrani), a la ciutat de Niça.

## Història
A principi del segle xix era una modest sender pedregós anomenat Chemin des Anglais, que tenia una amplària de dos metres i connectava la riba dreta del riu Paillon amb el barri de la Croix de Marbre. Va ser construït per la comunitat anglesa que passava l'hivern a Niça i finançat pel Reverend Lewis Way.
L'annex número 107 del «Plan régulateur del Consiglio d'Ornato» (patents reials del 26 de maig de 1832) preveia una ruta que vorejava el mar des de la desembocadura del Paillon fins a la vall de Magnan. El rei Carles Albert va concedir al municipi la lliure disposició del litoral mitjançant les patents del 5 de maig de 1835. El 29 d'abril de 1836, el Consell Municipal va aprovar el projecte proposat per l'arquitecte de la ciutat, Antoine Scoffier, en el qual apareix el passeig, amb una extensió i un disseny similars als de l'actual Promenade. El 1844, van començar les obres d'equipament del primer tram d'aquest passeig, des de l'extrem sud-est de la desembocadura del Paillon fins a la vall Saint-Philippe, elevat cinc metres per sobre del nivell del mar. La seva amplària en aquest moment era de 12 m.
Cap als anys 1854-1856, el carrer va rebre el nom de Promenade des Anglais i es va perllongar fins a Magnan, segons el projecte de l'arquitecte François Conjumini. Llavors es van efectuar importants obres: es va ampliar 11 m la calçada per formar una avinguda amb dues files d'arbres. El passeig es va perllongar fins a Sainte-Hélène el 1878, fins a Carras el 1882, i finalment fins al riu Var el 1903.
Les viles originals i els seus jardins van ser destruïts i substituïts de mica en mica per palaus, hotels, casinos i edificis residencials. La creixent circulació d'automòbils va començar a plantejar problemes des de la dècada de 1920. Als anys 1929-1931 el municipi va fer importants obres d'eixamplament entre l'Òpera i el Boulevard Gambetta, que van donar al carrer el seu aspecte actual. Als anys 1949-1953 van continuar les obres entre el Boulevard Gambetta i la Avenue Ferber.

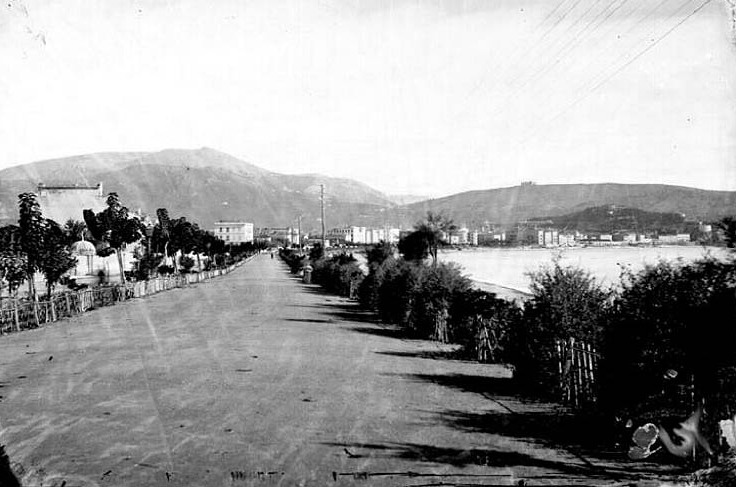
Des de la vall de Magnan el 1863.
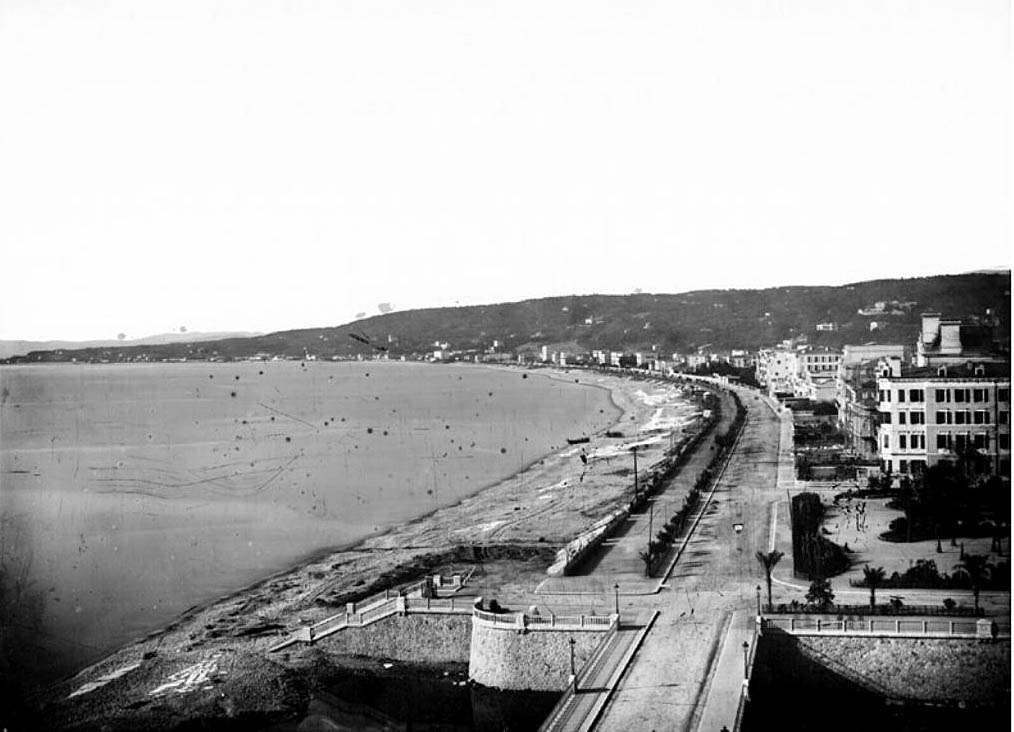
L'inici de la Prom' el 1865.
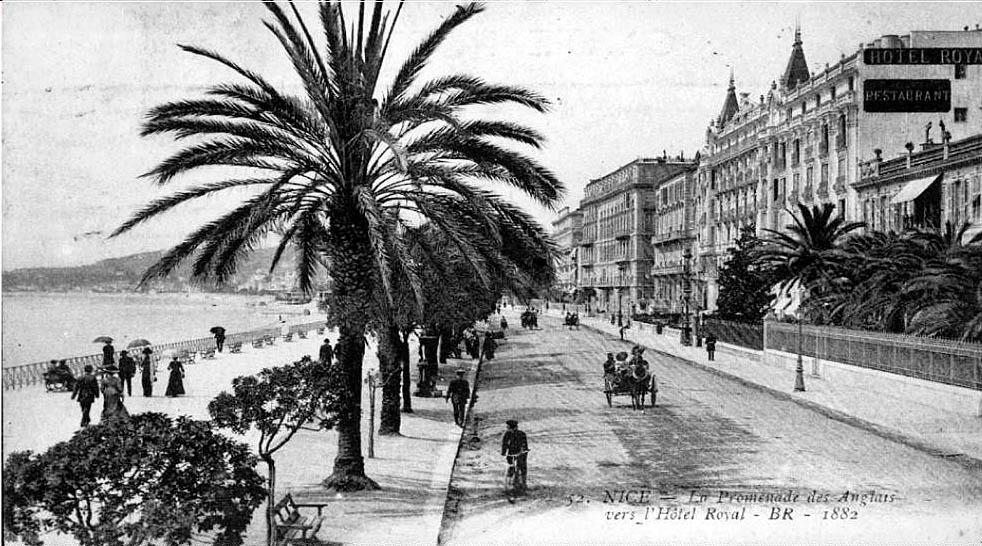
La Promenade el 1882.

## En l'actualitat
Molts l'anomenen simplement Promenade per brevetat, o fins i tot la Prom’. En l'actualitat, la Promenade des Anglais és un dels llocs de visita imprescindibles de Niça. S'ha convertit en un lloc de reunió per a tots els amants dels patins. També és un lloc privilegiat pels qui practiquen jogging, que es beneficien d'una lleugera brisa marina. A la vorera sud s'ha creat un carril bici, que és el carrer més ràpid per travessar la ciutat amb bicicleta d'est a oest.
A part d'esdeveniments i festivitats (Carnestoltes de Niça, batalles de flors, etc.), la Promenade és coneguda per les seves chaises bleues ("cadires blaves") i les seves pèrgoles, propícies per un dolce far niente mediterrani i la contemplació de la Badia dels Àngels.

## Carrils

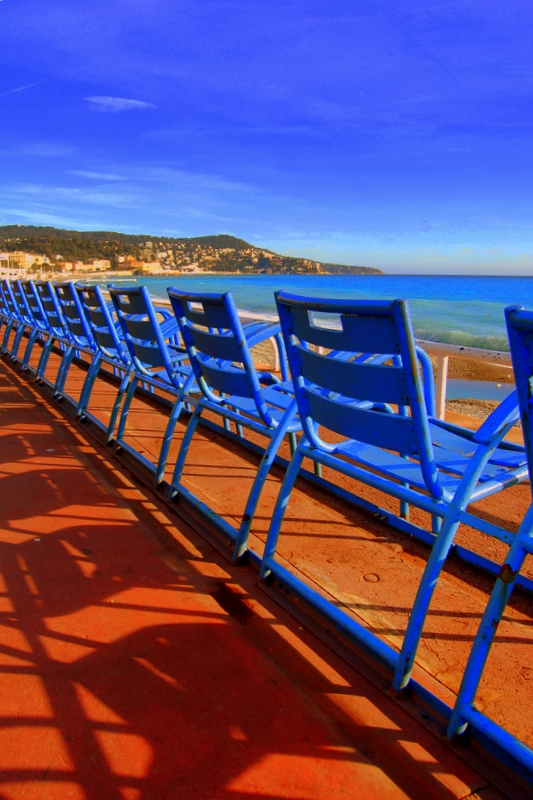
Les cadires blaves de la Prom'.

Sovint es designa "via nord" als carrils de la Promenade des Anglais que van en direcció oest (costat ciutat), i "via sud" als que van en direcció sud (costat mar).
La via nord durant gairebé la seva totalitat té tres carrils, excepte a l'altura de l'aeroport, on en té quatre.
Per la seva banda, la via sud ha estat remodelada els anys 2007-2008. Té tres carrils (quatre en alguns trams). L'estacionament s'ha desplaçat a la vorera central i all costat del mar s'hi va construir un carril bici, entre l'aeroport i la Fondation Lenval. Abans de 2007, era una veritable "autopista urbana" al costat del mar amb sis carrils a l'altura de l'aeroport, cinc entre Haliotis i l'Hospital Lenval, quatre de Lenval als voltants de Grosso/ ambetta, i tres carrils fins al final, al "Quai des États-Unis".

## Urbanisme
Aquesta immensa avinguda compta amb edificis de gran interès arquitectònic. Està pavimentada de color marró clar; a part, té quioscs i pèrgoles que voregen els 8 km de platja amb uns fanals de disseny únic. Aquests fanals també serveixen de balises per a l'aproximació dels avions. Quan bufa el vent de l'oest, els avions han d'aproximar-se en corba i alinear-se amb les pistes respectant el camí lluminós per no sobrevolar la ciutat. Aquests dies, des de les famoses cadires blaves, es pot observar el ball dels avions a baixa altura per sobre de tota la longitud de la Promenade en direcció al segon aeroport de França.
L'ajuntament de Niça va decidir reduir en un carril la calçada sud entre Haliotis i Grosso en benefici d'un carril bici.

## Edificis que envolten la Promenade des Anglais
Com que l'avinguda solament està envoltada de terreny en el costat nord, la numeració (que avança en sentit est-oest) era originalment contínua en lloc d'anar de dos en dos, però posteriorment es va fer que avancés de nombre imparell en nombre imparell.
Els primers palaus (Royal, Negresco, etc..) i l'Òpera tenien les seves façanes cap al nord, a la Rue de France, donant l'esquena a la Promenade: Niça era estació d'hivern i s'apreciava la dolçor del clima i la seva estació seca a l'hivern, no el mar. D'aquí també procedeix el nom en to pejoratiu de "Promenade des Anglais", .

### Llista d'edificis
- n° 1: Hôtel Méridien amb el Casino Ruhl.
- n° 3: Savoy Palace, dissenyat per l'arquitecte H. Aubert el 1953. Té una altra entrada en el 5 de la Rue Halévy. Savoy és el nom anglès de Savoia i va perpetuar aquí una llarga tradició d'hotels i residències confortables que potser es remunta a l'hotel que tenien a Londres en l'Edat Mitjana diversos prínceps de la Casa de Savoia.
- n° 15: Palais de la Méditerranée. En aquesta ubicació hi havia abans un palau venecià; envoltat d'una parcel·la, aquest palau va ser venut el 1927 i demolit posteriorment. En el seu lloc es va construir el cèlebre Palais de la Méditerranée que va ser inaugurat el 10 de gener de 1929 i dissenyat per l'arquitecte Charles Dalmas. Després de la desaparició misteriosa del seu hereu Agnès Li Roux a l'octubre de 1977, el casino va tancar les portes i el palau es va abandonar i posteriorment es va demolir, excepte la façana, catalogada monument historique el 18 d'agost de 1985. El Palais de la Méditerranée va ser reconstruït, conservant la façana art déco. El 2004 van reobrir un casino i un hotel. Sobre els terrenys de l'antic Palais de la Méditerranée també es van construir habitatges i en particular Li Palace en el 3 de la Rue de Congrès.
- n° 19: Palais de France (la Rue de France és paral·lela a la Promenade des Anglais)
- n° 27: Hôtel Westminster.
- n° 29: Palais Fiora
- cantonada amb la Rue de Rivoli: entrada de l'antic jardí de la Vila Masséna del 65 de la Rue de France. S'ha suprimit la part central del terraplè que separava el jardí de la Promenade des Anglais i que servia de belvedere.
- n° 31: El Hôtel West-end.
- n° 37: L'Hotel Negresco.
- n° 52: El Palais Marie-Gabrielle
- n° 53: El Palais Mary, projectat per l'enginyer i arquitecte Kevork Arsenian i l'enginyer Giraud.
- n° 59: L'hotel Sheraton Élysée Palace.
- n° 65: El Centre universitaire méditerranéen (CUM).
- n° 83-85: El Palais d'Orient, construït el 1962 i dissenyat pels arquitectes G. & M. Dikansky i DESA.
- n° 113: El Palais de l'Agriculture, restaurat entre 2006 i 2010. Aquest edifici, construït en 1960, pertany a la Societat Central d'Agricultura, Horticultura i Aclimatació niçarda i els Alps Marítims, una societat científica creada el 1860.
- n° 123: El Palais Marie-Christine.
- n° 129 bis: El Palais Monty, que té una altra entrada en el 19 de la Avenue de la Californie.
- n° 167: La Couronne i el Palais La Couronne. Té una entrada secundària en el 75 de la Rue de la Californie amb la indicació G. Dikansky 1927.
- n° 193-195: El Palais Ascot.
- n° 197: El Palais La Mascotte, dissenyat per l'arquitecte Sorg el 1930.
- n° 219: El Palazzo del Sol, mescla entre l'espanyol palau del sol i l'italià palazzo del sole.
- n° 223: El Hôtel Radisson SAS
- n° 245: El Palais de la Mer
- n° 393: EDHEC Business School i l'École supérieure de management des entreprises.
- n° ??? (prop del 400): «Nice 400», projecte immobiliari que engloba l'Església Notre-Dame-de-Lourdes (situada en el 91 del Boulevard Réné-Cassin).
- n° 455: El districte financer L'Arenas